# بالیکلیکول
بالیکلیکول (به لاتین: Balyklykul) یک منطقهٔ مسکونی در روسیه است که در باشقیرستان واقع شده‌است.